# 鄉村 (科羅拉多州)
鄉村（英語：Rustic）是位於美國科羅拉多州拉里默爾縣的一個非建制地區。該地的面積和人口皆未知。

## 地理
鄉村的座標為40°41′57″N 105°34′53″W / 40.69917°N 105.58139°W，而該地的平均海拔高度為2184米（即7165英尺）。